# Bureau de la musique
Le Bureau de la musique (en chinois simplifié : 乐府 ; chinois traditionnel : 樂府 ; pinyin : yuèfǔ, et parfois nommé Bureau impérial de la musique) accomplit plusieurs tâches liées à la musique, à la poésie, au divertissement ou au culte religieux. Ce travail consiste en la recherche et le développement musicaux et lyriques, ainsi qu'en la direction de spectacles. Il s'agit d'un organe de bureaucraties du gouvernement impérial de Chine : de manière discontinue et sous différentes incarnations, le Bureau de la musique était contrôlé directement, par l'empereur (ou par un autre souverain monarchique), ou indirectement, par l'intermédiaire du gouvernement royal (ou impérial).  
Bien qu'ayant existé sous diverses dynasties chinoises, il atteint son apogée pendant le règne de l'empereur de la dynastie Han Wu, engagé artistiquement. La distinction entre musique, poésie et spectacle où elles sont présentées n'étant pas réellement faite, ce bureau est chargé de tous ces arts dans une visée religieuse ou de divertissement pour l'Empereur. 
Les chants et poèmes rassemblés ou développés par le bureau de la musique Han reçurent l'appellation de « yuefu ». Ensuite, le terme « Bureau de la musique », ou yuefu (également yueh-fu ) s'appliqua aussi à une forme de poésie chinoise classique fondée sur les formes et les thèmes standard documentés ou promus par le personnel du Bureau de la musique au cours de la Dynastie Han. Appelé yuefu (ce qui se traduit par « dans le style de la poésie du Bureau de la musique »), ce type de poésie apporta des contributions majeures à la poésie Han, ainsi qu'à la poésie Jian'an de la fin des Han et du début des Six Dynasties. La poésie Tang connut aussi, plus tard, un renouveau littéraire. 

## Étymologie
Le nom du Bureau de la musique, ainsi que celui de la poésie collectée, produite ou diffusée par celui-ci, sont parfois transcrits en anglais en yue fu.

## Préhistoire et mythologie
Les premières mentions d'un bureau gouvernemental de la musique ou au moins d'un fonctionnaire chargé de la musique ou d'un département de musique se trouvent dans la mythologie chinoise. D'après une légende, Huang Di nomme un gouverneur de la musique, nommé Ling Lun. En tant que gouverneur de la musique, Linglun semble avoir été chargé de concevoir et de superviser la production d'instruments, ainsi que le développement de l'échelle musicale. On dit que l'empereur Shun fonda un ministère de la musique, nommant le ministre Kui à sa tête, dont le principal objectif était d'enseigner aux héritiers la bonne conduite apparente et l'harmonie (musicale comme comportementale), et en tant que tel, elle servait de modèle mythologique à la fois au futur Bureau de la musique et au système éducatif impérial. 

### Maîtres de musique
Malgré la rareté des preuves de constitutions d'un bureau de la musique, celles de l'existence de maîtres de musique sont plus fréquentes. On ignore cependant leur position au sein d'un éventuel bureau. Dans tous les cas, certains de ces premiers maîtres de la musique sont historiquement et culturellement importants ; par exemple, les maîtres de musique Shi Yan et Shi Kuang apparaissent tous les deux dans le poème Chu Ci "Leaving the World" ( Li shi ), de la section Neuf Lamentations de Liu Xiang.

#### Shi-Yan
Shi Yan fut le maître de musique de Di Xin (r. 1075-1046 avant notre ère), le dernier souverain de la dynastie Shang. Musicien aveugle, Shi Yan était le maître de musique du roi Di Xin à la fin de son règne. Selon la légende (ou la propagande de la dynastie Zhou, qui suivit), son règne se caractérisait par le goût pour l'alcool, le sexe et le manque de moralité, au point de causer son désintérêt pour les affaires étatiques. Selon Sima Qian, Di Xin et concubines (en particulier Daji) organisaient des orgies festives où plusieurs personnes se livrent à des relations sexuelles et créent des chansons aux paroles érotiques grossières. On dit que le rythme de ces airs était médiocre. Cependant, après que l'armée de la dynastie Zhou a vaincu le pouvoir militaire Shang à la bataille de Muye, en 1046 avant notre ère, Di Xin rassembla ses trésors dans son palais et alluma un  incendie, se consumant avec ses possessions luxueuses. Après cela, Shi Yan est censé avoir fermement saisi son instrument de musique et se suicida dans les eaux de la rivière Pu. La légende raconte que l'on entendait sa musique fantomatique plusieurs siècles après . 

#### Shi Kuang
Shi Kuang ( zh:師曠(师旷)) est un musicien du sixième siècle et maître de musique du duc de Jin. Musicien aveugle, Shi Kuang tenta d'empêcher le maître de musique d'un souverain en visite de jouer la musique fantomatique que ce dernier avait entendue en campant au bord de la rivière Pu (la musique de Shi Yan). Après avoir entendu quelques mesures, Shi Kuang comprit le caractère dangereux de cet air et essaya d'empêcher la poursuite périlleuse du jeu. Le duc de Jin, cependant, ordonna que son jeu se poursuive : de là un vent puissant se leva, balayant les tuiles du toit de son palais, une sécheresse de trois ans commença dans son duché, et le duc en personne contracta une maladie débilitante dont il ne guérit pas.

## Histoire
Les preuves documentaires sont contradictoires et peu claires quant à la date de fondation et au fondateur du Bureau de la Musique; cependant, on sait qu'il exista pendant la dynastie Qin (221-205 avant notre ère), sinon plus tôt. Pendant les troubles politiques et sociaux provoqués par la chute de Qin (lors de la querelle Chu-Han), le Bureau de la musique semble avoir été interrompu, mais il fut relancé. La première preuve connue de l'existence d'un bureau gouvernemental spécifique de la musique semble être un sceau officiel du Bureau étatique de la Musique de l'État de Qi datant de la période des Royaumes combattants (480-221 avant notre ère). Pourtant, l'histoire du Classique des vers semble confirmer l'existence de fonctionnaires officiels chargés de la collecte de chants et de poésie dans les cours royales de la dynastie Zhou et de Lu et d'autres États de la période des Printemps et Automnes .
Le Bureau de la musique prospère sous l'empereur Wu de Han (Wudi, régna 141-87 avant notre ère) . Son premier directeur sous Wudi était Li Yannian. L'empereur Wu est cité comme créateur du Bureau de la musique en 120 avant notre ère  mais il semble probable qu'il l'ait simplement réformé . L'historien Ban Gu déclare dans son Livre de Han que le Bureau de la musique était subordonné au shaofu, ou Petit Trésor, qui était responsable des besoins personnels de l'empereur . Sima Qian, dans son Shiji, déclare que les premiers empereurs Han conservèrent le Bureau de la musique tel qu'il l'était depuis les temps anciens. Dans tous les cas, il est admis que Wudi employa le Bureau de la musique comme une partie importante de ses innovations religieuses et qu'il a chargea Sima Xiangru d'écrire de la poésie. 
Le Bureau de la musique fut officiellement dissous par l'empereur Ai de Han en l'an 7 avant notre ère , en partie par mesure d'économie. À cette époque, il comptait près de 830 musiciens et danseurs . Pendant une longue période, il ne fut pas relancé. Lors de la dynastie Tang, le Bureau de la musique était chargé de composer la musique du Grand Carnaval de Chang'an. L'empereur Huizong de la dynastie Song établit temporairement le Dasheng Yuefu, Bureau de la Musique qui compte 785 musiciens et danseurs en 1102.

## Influence sur la poésie
En raison du développement et de la transmission d'un style particulier de poésie par le Bureau de la Musique, cette institution donna son nom à cette poésie. Plusieurs collections importantes survivent de la dynastie Han Yuefu, dont certaines dans l'œuvre de Xiao Tong et d'autres Wen Xuan et certaines dans les nouvelles chansons de la terrasse de jade de Xu Ling ; cependant la collection la plus importante  est l' Anthologie de la poésie Yuefu de Guo Maoqian, qui comprend le poème « Hua Mulan ».

### Citations
1. ↑  Yang, 73 and 169-170
2. ↑  Wu, 99 and 255-256
3. 1 2  Hawkes, 303 and 335
4. ↑  Yip, 66
5. 1 2 3  Birrell, 6
6. ↑  Frankel, 215-216 and Yip, 31
7. ↑  Birrell, 5-6
8. 1 2 3  Michael Dillon, China: A Historical and Cultural Dictionary, Farnham, Routledge, 24 février 1998 (ISBN 978-0-7007-0439-2, lire en ligne), 224–225
9. ↑  Birrell, 7
10. ↑  Birrell, 6-7
11. ↑  Birrell, 6 and note 14 p. 175
12. ↑  Birrell, 6 and note 15, p. 175
13. ↑  Birrell, 8

### Sources
- Birrell, Anne (1988). Popular Songs and Ballads of Han China. (London: Unwin Hyman).  (ISBN 0-04-440037-3).
- Frankel, Hans H. (1978). The Flowering Plum and the Palace Lady. (New Haven and London: Yale University Press)  (ISBN 0-300-02242-5)
- Gimm, Martin (1966). Das Yüeh-fu tsa-lu des Tuan An-chieh. Wiesbaden: Harrassowitz, 631 p.
- Hawkes, David, translation, introduction, and notes (2011 [1985]). Qu Yuan et al., The Songs of the South: An Ancient Chinese Anthology of Poems by Qu Yuan and Other Poets. London: Penguin Books.  (ISBN 978-0-14-044375-2)
- Wu, K. C. (1982). The Chinese Heritage. New York: Crown Publishers.  (ISBN 0-517-54475X).
- Yang, Lihui, et al. (2005). Handbook of Chinese Mythology. New York: Oxford University Press.  (ISBN 978-0-19-533263-6)
- Yip, Wai-lim  (1997). Chinese Poetry: An Anthology of Major Modes and Genres . (Durham and London: Duke University Press).  (ISBN 0-8223-1946-2)